# تسبانيشت
تسبانيشت هي قرية تقع في إقليم ياش في رومانيا وبلغ عدد سكانها 7,623 نسمة عام 2002.